# Hypokinetisch-rigide syndroom
Onder het hypokinetisch-rigide syndroom wordt het neurologische ziektebeeld verstaan, dat ontstaat wanneer de dopaminerge zenuwcellen in het striatum niet meer naar behoren kunnen functioneren.

## Verschijnselen
Het hypokinetisch-rigide syndroom gaat, zoals de naam verraadt, gepaard met 
- hypokinesie en
- stijfheid.

Daarnaast worden vaak: 
- beven of trillen en
- balansstoornissen gezien.

## Oorzaken
- degeneratie van de dopamine-producerende cellen in de substantia nigra leidt tot een tekort aan dopamine in het striatum, dat hierdoor niet meer naar behoren functioneert. Dit is het geval bij de verschillende vormen van de ziekte van Parkinson.
- Beschadiging van de zenuwcellen in het striatum zelf kan plaatsvinden bij een lacunair herseninfarct en bij ziekten zoals MSA en PSP. We spreken dan van Parkinsonisme.
- Van Medicamenteus parkinsonisme is sprake, wanneer de dopaminereceptor van de cellen in het striatum door medicijnen wordt geblokkeerd, zodat de uit de substantis nigra komende dopamine zijn werk niet kan doen. Dit is een beruchte bijwerking van vooral (maar niet uitsluitend) de antipsychotica.

## Behandeling
De ziekte van Parkinson wordt behandeld met medicijnen die de hoeveelheid dopamine in het striatum doen toenemen en door medicijnen die een dopamine-achtig effect hebben, dat wil zeggen, op de post-synaptische dopaminereceptor aangrijpen.
Helaas valt het effect hiervan bij andere parkinsonismen erg tegen. Medicamenteus parkinsonisme dient behandeld te worden door het verantwoordelijke medicament te staken, te vervangen of door de dosis te verlagen. De vroeger gangbare praktijk om naast een antipsychoticum standaard een anticholinerg middel tegen de bijwerkingen te geven, zoals biperideen (ook wel bekend als Akineton), is achterhaald, omdat de middelen zelf vele bijwerkingen hebben en men op deze wijze gemakkelijk de antipsychotica te hoog doseert.